# Koronalni izbačaji masa
Sunčevo koronalno izbacivanje mase (engl. coronal mass ejection – CME) je masivni eksplozivni događaj, kojim se izbacuje plazma ili kroz Sunčev vjetar ili otvorena jednopolna magnetska polja izbacuju plazmu iz korone u svemir.
Koronalno izbacivanje mase je često povezano s ostalim Sunčevim aktivnostima, najviše sa Sunčevim bakljama. Većina ih dolazi iz aktivnih područja Sunčeve površine, gdje su Sunčeve pjege povezane sa Sunčevim bakljama, za vrijeme Sunčevih maksimuma, ali se mogu pojaviti i za vrijeme Sunčevih minimuma.

## Opis
Koronalno izbacivanje mase oslobađa ogromne količine materije i elektromagnetskog zračenja u prostor iznad Sunčeve površine, ili u koronu ili u međuplanetarni prostor. Izbačena masa je plazma koja se sastoji od elektrona i protona, ali može sadržavati i manje količine težih elemenata kao helija, kisika i čak željeza. Povezano je s ogromnim promjenama i poremećajima u koronalnom magnetskom polju. Koronalno izbacivanje mase se obično promatra s koronagrafom (bijela svjetlost).

## Uzrok
Znanstvenici smatraju da koronalno izbacivanje mase i Sunčeve baklje nastaju zbog pojave ponovnog magnetskog povezivanja (engl. magnetic reconnection). To se dešava kada se promjene magnetske linije dva magnetska polja, koji imaju suprotan smjer i kada se povezu zajedno. Ta promjena je povezana s oslobađanjem energije iz osnovnog magnetskog polja u unutrašnjosti Sunca.

## Utjecaj na Zemlju
Kada je koronalno izbacivanje mase usmjereno prema Zemlji i kada dostigne međuplanetarni prostor, elektroni i protoni velike energije stvaraju udarni val, čime nastaje geomagnetska oluja, koja može ometati Zemljinu magnetosferu, vršeći pritisak na Sunčevoj strani i izdužujući magnetski rep na noćnoj strani Zemlje. Kada se magnetosfera Zemlje ponovno magnetski poveže na noćnoj strani Zemlje, ona oslobađa snagu od nekoliko 1 000 000 000 000 W, koja povratno djeluje na gornju Zemljinu atmosferu. 
Taj proces može uzrokovati jake polarne svjetlosti. Koronalno izbacivanje mase, zajedno sa Sunčevim bakljama, može ometati radio prijenose i oštetiti satelite, te električne dalekovode i ostale električne uređaje, što može dovesti do nestanka električne struje na duže vrijeme.Ljudi koji rade na velikim visinama, kao piloti, mogu biti izloženi jakim radijacijama, pa kraće vrijeme mogu imati nadraženu kožu, a na duže vrijeme postoji opasnost od pojave raka kože.

## Fizikalna svojstva
Tipično koronalno izbacivanje mase može imati bilo koje od tri izrazite osobine: šupljinu s malom gustoćom elektrona, gustu jezgru (prominenciju, koja se pojavljuje kao svjetlo područje na slici koronagrafa, uložena u šupljinu) i svijetle glavne bridove. 
Većina koronalnih izbacivanja masa dolaze od aktivnih područja s površine Sunca, kao grupa Sunčevih pjega povezanih sa Sunčevim bakljama. Ta područja imaju zatvorena magnetska polja, koja su dovoljno jaka da zadrže plazmu. Magnetska polja trebaju biti prekinuta ili oslabljena, da bi mogla izbaciti plazmu daleko od Sunca. Ipak, koronalno izbacivanje mase može se desiti i u područjima mirnog Sunca, iako u mnogim slučajevima ta mirna područja su bila nedavno aktivna. Za vrijeme Sunčevog minimuma, ona se mogu stvoriti u području pojasa silnica, koji je blizu magnetskog ekvatora. Za vrijeme Sunčevog maksimuma, ona dolaze iz aktivnih područja, koja su puno ravnomjernije raspoređena po površini Sunca. 
Koronalno izbacivanje mase postiže brzine od 20 km/s do 3200 km/s, s prosječnom brzinom od 489 km/s (na osnovu mjerenja s letjelice SOHO od 1996. do 2003.). Prosječna masa je oko 1,6 × 1012 kg, a možda je i više, jer su mjerenja bila dvodimenzionalna. Učestalost ovisi o Sunčevim ciklusima: oko jedan svaki dan za vrijeme Sunčevog minimuma, do 5 – 6 na dan za vrijeme Sunčevog maksimuma.

## Povezanost s ostalim pojavama na Suncu
Koronalno izbacivanje mase je često povezano s ostalim pojavama Sunčeve aktivnosti, a najviše sa:
- Sunčeve baklje
- Prominencije
- Koronalno blijeđenje (dugotrajan sjaj se smanjuje na Suncu)
- Ekstremno ultraljubičasto zračenje i Moretovi valovi
- Koronalni valovi (svijetli prednji dio koji se širi od mjesta izbacivanja)
- Lukovi nakon izbacivanja

## Teoretski modeli
U početku se mislilo da je koronalno izbacivanje mase pogonjeno toplinom ili eksplozivnim Sunčevim bakljama. Na kraju se ispostavilo da koronalno izbacivanje mase nije povezano sa Sunčevim bakljama, u stvari ono obično počne prije. Budući da koronalno izbacivanje mase izvire iz korone, gdje prevladava magnetska energija, onda i magnetska energija treba pogoniti koronalno izbacivanje mase. Pretpostavlja se da je ogromna količina magnetske energije prisutna u koroni i potrebna je neka nestabilnost, koja može pokrenuti koronalno izbacivanje mase. 

## Međuplanetarno koronalno izbacivanje mase
Koronalno izbacivanje mase obično stigne za jedan do pet dana nakon erupcije. Za vrijeme širenja, ono međusobno djeluje sa Sunčevim vjetrom i međuplanetarnim magnetskim poljem. Kao rezultat sporo koronalno izbacivanje mase se ubrzava do brzine Sunčevog vjetra, dok brzo koronalno izbacivanje mase usporuje do te brzine. Brzo koronalno izbacivanje mase (brže od 500 km/s) može stvoriti i udarni šok, pogotovo ako je brže od lokalne magnetosonične brzine. Takvi udari su već snimljeni na koronagrafu, u koroni negdje na udaljenosti dva radijusa Sunca i povezani su s ubrzanjem elektrona i protona u Sunčevom vjetru.

## Vanjske poveznice
- NASA—Cartwheel CME  Arhivirana inačica izvorne stranice od 30. prosinca 2009. (Wayback Machine) NASA May 27, 2008
- Coronal Mass Ejection Prediction Page
- 2008 Scientific American article on CMEs
- Cluster captures the impact of CMEs